# Университет штата Оклахома
Университет штата Оклахома (англ. Oklahoma State University; OSU) — общественный исследовательский университет земельных грантов в Стиллуотере, штате Оклахома, США. Основан в 1890 году в соответствии с актом Моррилла как Сельскохозяйственный и технический колледж территории Оклахома (англ. Oklahoma Territorial Agricultural and Mechanical (A&M) College; Oklahoma A&M). Кампус в Стиллуотере является главным из пяти. 
По состоянию на осень 2023 года в нём обучается 26 008 студентов из всех более 34 000 студентов университета. На 2024 год годовой бюджет университета составляет 1,69 миллиарда долларов. Университет штата Оклахома классифицируется как исследовательский университет с очень высокой научной активностью. По данным Национального научного фонда, в 2023 году университет потратил на исследования и разработки 226,5 миллиона долларов.
«Оклахома Стэйт Ковбойз и Коугёрлз» выиграли 55 национальных чемпионских титулов, в том числе 53 чемпионата NCAA, что является шестым результатом после Стэнфорда, Калифорнийского университета в Лос-Анджелесе, Университета Южной Калифорнии, Техасского университета в Остине и Университета штата Пенсильвания. По состоянию на 2021 год студенты и выпускники Университета штата Оклахома завоевали 34 олимпийские медали (21 золотую, 5 серебряных и 8 бронзовых). Университет выпустил 48 стипендиатов программы Фулбрайта, астронавта и миллиардера.
Студенты проводят часть осеннего семестра, готовясь к празднованию ежегодной встречи выпускников университета, традиции, которая зародилась в 1913 году и ежегодно привлекает в кампус более 40 000 выпускников и более 70 000 участников. Университет объявил её «Величайшей встречей выпускников в Америке».

## История

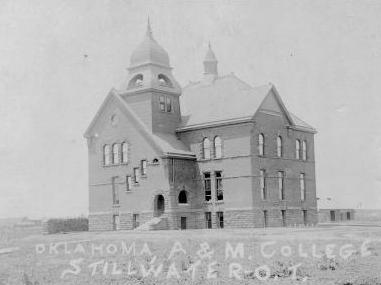
Олд-Централ, 1894 год

25 декабря 1890 года легислатура территории Оклахома получила одобрение на создание Сельскохозяйственного и технического колледжа территории Оклахома (англ. Oklahoma Territorial Agricultural and Mechanical (A&M) College; Oklahoma A&M), университета земельных грантов, созданного в соответствии с актом Моррилла. Легислатура определила, что колледж должен был находиться на территории округа Пейн. Такое неоднозначное определение стало причиной соперничества между городами округа, и в конечном итоге кампус был размещён на территории окружного центра Стиллуотеру. После получения Оклахомой статуса штата в 1907 году слово «территория» было исключено из названия учреждения.

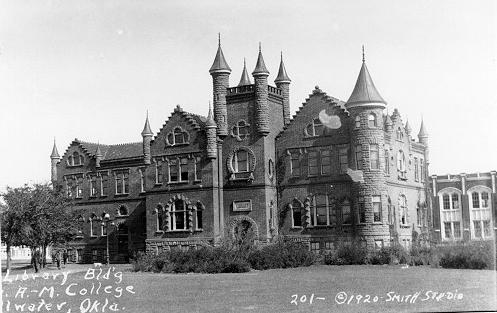
Уильямс-холл, «Замок прерий», 1920 год

Первые студенты собрались на занятия 14 декабря 1891 года. В течение двух с половиной лет они проводились в местных церквях, пока 15 июня 1894 года в юго-восточном углу кампуса не было построено и освящено первое учебное здание, стоявшее посреди прерии, позднее известное как Олд-Централ. В 1896 году Oklahoma A&M выпустил первых шестерых студентов-юнош. Первая библиотека была открыта в Олд-Централ в одном помещении с кафедрой английского языка. Первое здание кампуса, в котором было проведено электричество, Уильямс-холл, было построено в 1900 году. Из-за своей башенной архитектуры его называли «Замком прерий»; он просуществовал до 1969 года. Одним из самых ранних зданий кампуса также был амбар, который использовался как часть сельскохозяйственной опытной станции, созданной рядом с прудом-водохранилищем в 1895 году. Амбар сгорел в 1922 году, но пруд, расширенный и реконструированный в 1928 и 1943 годах, существует до сих пор и теперь известен как популярная живописная достопримечательность кампуса - пруд Тета. В 1906 году был достроен и стал главным зданием кампуса Моррилл-холл. В 1914 году здание было разрушено пожаром, но внешняя отделка уцелела, а внутренний интерьер был реконструирован.

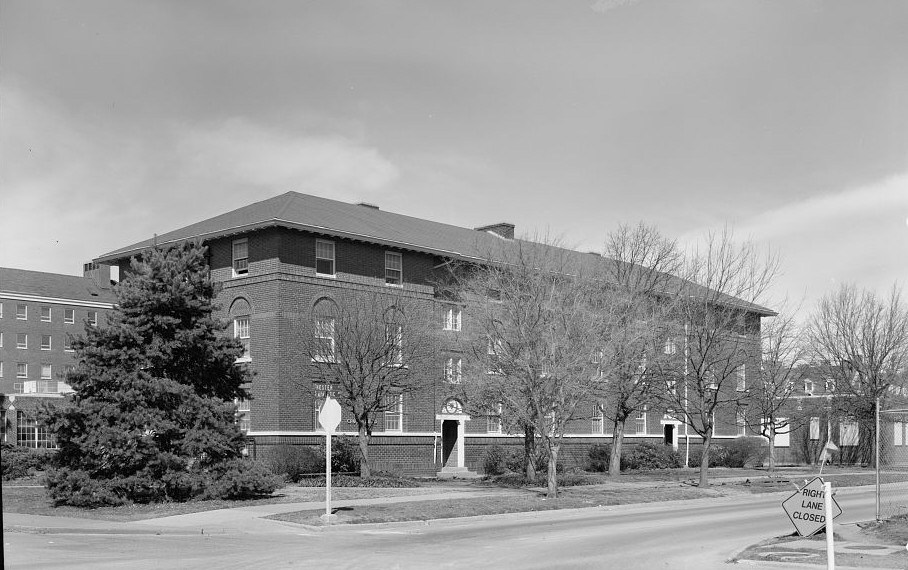
Кратчфилд-холл, 1933 год

Студенты начали проживать на территории кампуса Oklahoma A&M в 1910 году, когда было открыто общежитие для студентов, позже переименованное в Кратчфилд-холл. Программа документирования наследия отметила его значимость как «...первое постоянное общежитие для мальчиков в Оклахоме... [и] единственный сохранившийся образец утилитарного общежития, построенного до 1930 года и характерного для модифицированной архитектуры итальянского возрождения». Позже Кратчфилд-холл служил музыкальной школой и колледжем инженерии, архитектуры и технологий, прежде чем был признан устаревшим и снесён в 1995 году. Также в 1910 году был открыт Женский корпус — общежитие для студенток, в котором также были столовая, классы домоводства и женская гимназия. Позже он был назван Гарнер-холл. Сегодня он известен как Центр студийных искусств Бартлетта, в нём также находится Художественная галерея Гардинера. К 1919 году кампус состоял из Моррилл-холла, Центрального корпуса, Инженерного корпус (ныне Гандерсен-холл), Женского корпуса, актового зала (позже заменённого Центром исполнительских искусств Серетин), спортзала (ныне Архитектурный корпус) и электростанции.
В начале Второй мировой войны Oklahoma A&M был одним из шести учреждений, отобранных Военно-морскими силами США для создания начальной школы по программе обучения электронике, также известной как Военно-морской начальной школы электро- и радиотехники. Начиная с марта 1942 года, каждый месяц прибывала новая группа из ста курсантов военно-морского флота, которые в течение трёх месяцев по 14 часов в день изучали электротехнику. Корделл-холл, новейшее общежитие, использовался для их проживания и питания; лекции и лабораторные занятия проводились в Инженерном корпусе. Главным преподавателем был профессор Эмори Б. Филлипс. Для поступления на программу требовалось пройти тест Эдди, один из самых сложных квалификационных экзаменов, проводившихся в годы войны. В одно время в кампусе находилось около 500 курсантов, что составляло значительную часть от общего числа поступивших в военные годы. Программа продолжалась до июня 1945 года и охватила в общей сложности около 7000 студентов; среди них был Роберт Б. Камм, будущий профессор и президент университета.

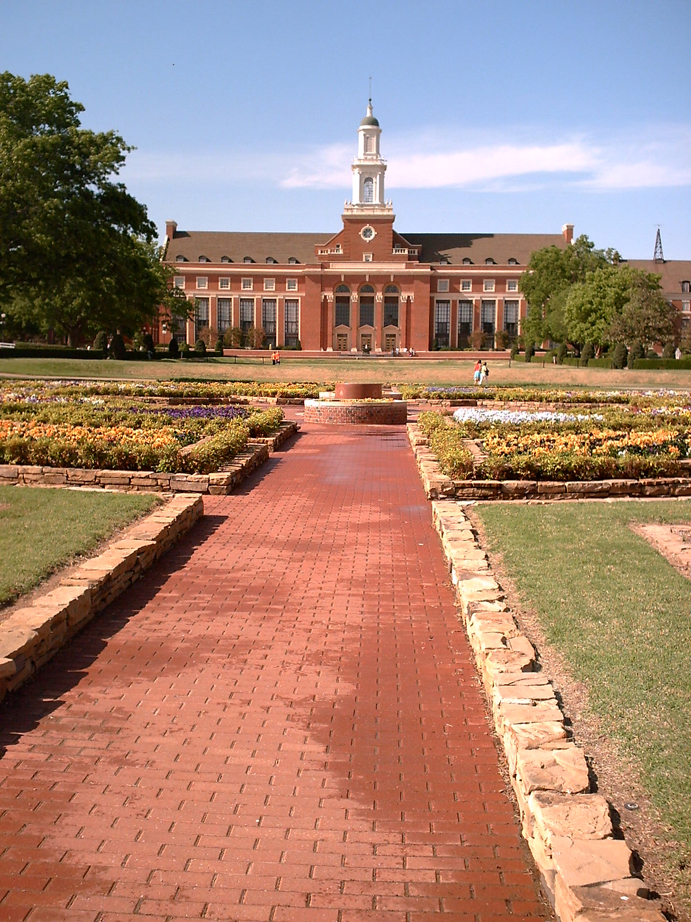
Библиотека Эдмона Лоу, 2006 год

Большая часть роста Oklahoma A&M и его архитектурная целостность является заслугой Генри Г. Беннетта, который занимал пост президента с 1928 по 1950 год. В начале своего пребывания в должности доктор Беннетт разработал стратегическое видение расширения университетского городка. План был принят в 1937 году, и его концепции следовали более пятидесяти лет. Преобладающим стилем в архитектуре стал георгианский. По замыслу Беннетта, центром кампуса должно было стать здание библиотеки: ей стала библиотека Эдмона Лоу, открытая в 1953 году. Ещё одной важной постройкой в те годы стало здание студенческого союза, которое открылся в 1950 году. Последующие пристройки и реконструкции превратили его в одно из крупнейших зданий в мире площадью 611 000 кв. футов (56 800 м²).

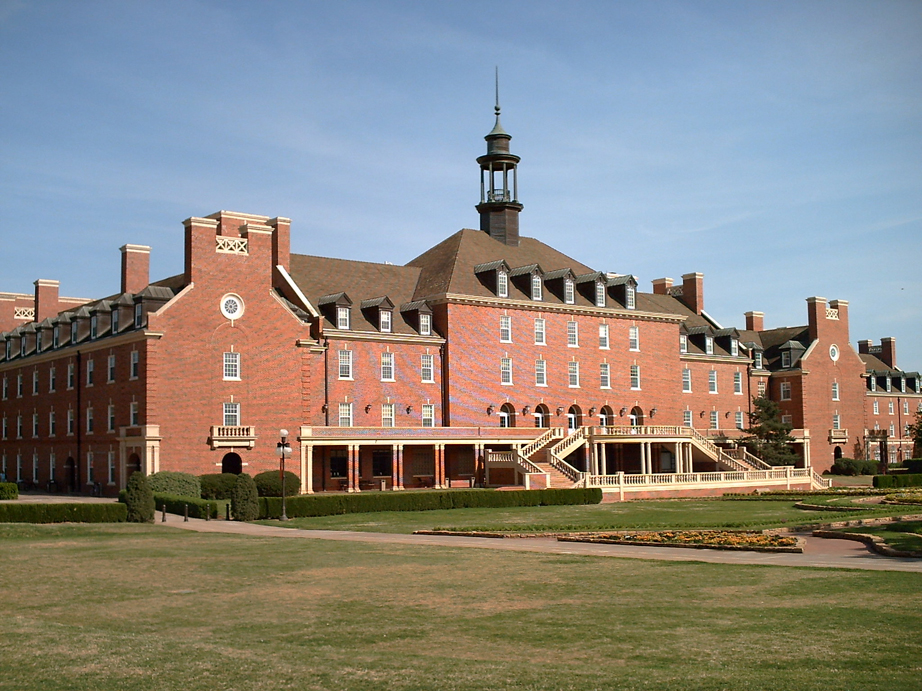
Здание студенческого совета, 2006 год

Глобальное участие Oklahoma A&M на институциональном уровне началось также в 1950-х годах, когда Беннетт был назначен в 1950 году первым директором «Программы пункта четыре» президента США Гарри Трумэна, программы технической помощи развивающимся странам. В рамках программы университет в 1952 году заключил соглашение с правительством Эфиопии о создании там технической старшей школы, сельскохозяйственного университета и службы повышения квалификации в области сельского хозяйства. Преподаватели и сотрудники университета отправились в Африку и основали Сельскохозяйственную техническую школу Джиммы (ныне Университет Джиммы), Императорский Эфиопский университет сельского хозяйства и ремёсел (ныне Университет Харамайи), а также сельскохозяйственную и исследовательскую станцию в Дебра-Зейте. В знак признания вклада сотрудников Oklahoma A&M император Эфиопии Хайле Селассие посетил университет в 1954 году, став первым иностранным главой государства, посетившим Оклахому, и единственным, кто посетил Стиллуотер.
15 мая 1957 года колледж изменил своё название на Университет сельскохозяйственных и прикладных наук штата Оклахома (англ. Oklahoma Territorial Agricultural and Mechanical (A&M) College), чтобы отразить расширение сферы своей учебной программы. 15 мая 1957 года легислатура штата приняла подписанный губернатором Рэймондом Гэри законопроект, разрешающий изменение названия. Однако он разрешал Совету попечителей только изменить название колледжа, за что они проголосовали на своем заседании 6 июня. Тем не менее, для большинства целей название было быстро сокращено до Университета штата Оклахома (англ. Oklahoma State University; OSU), а фраза «сельскохозяйственные и прикладные науки» была официальна убрана из названия в 1980 году. Впоследствии была создана система Университета штата Оклахома с кампусом в Стиллуотере в качестве флагманского заведения и несколькими иногородними филиалами: Технологический институт в Окмалджи (1946), Технологический кампус в Оклахома-Сити (1961), кампус в Талсе (1984) и Центр медицинских наук также в Талсе (1988).

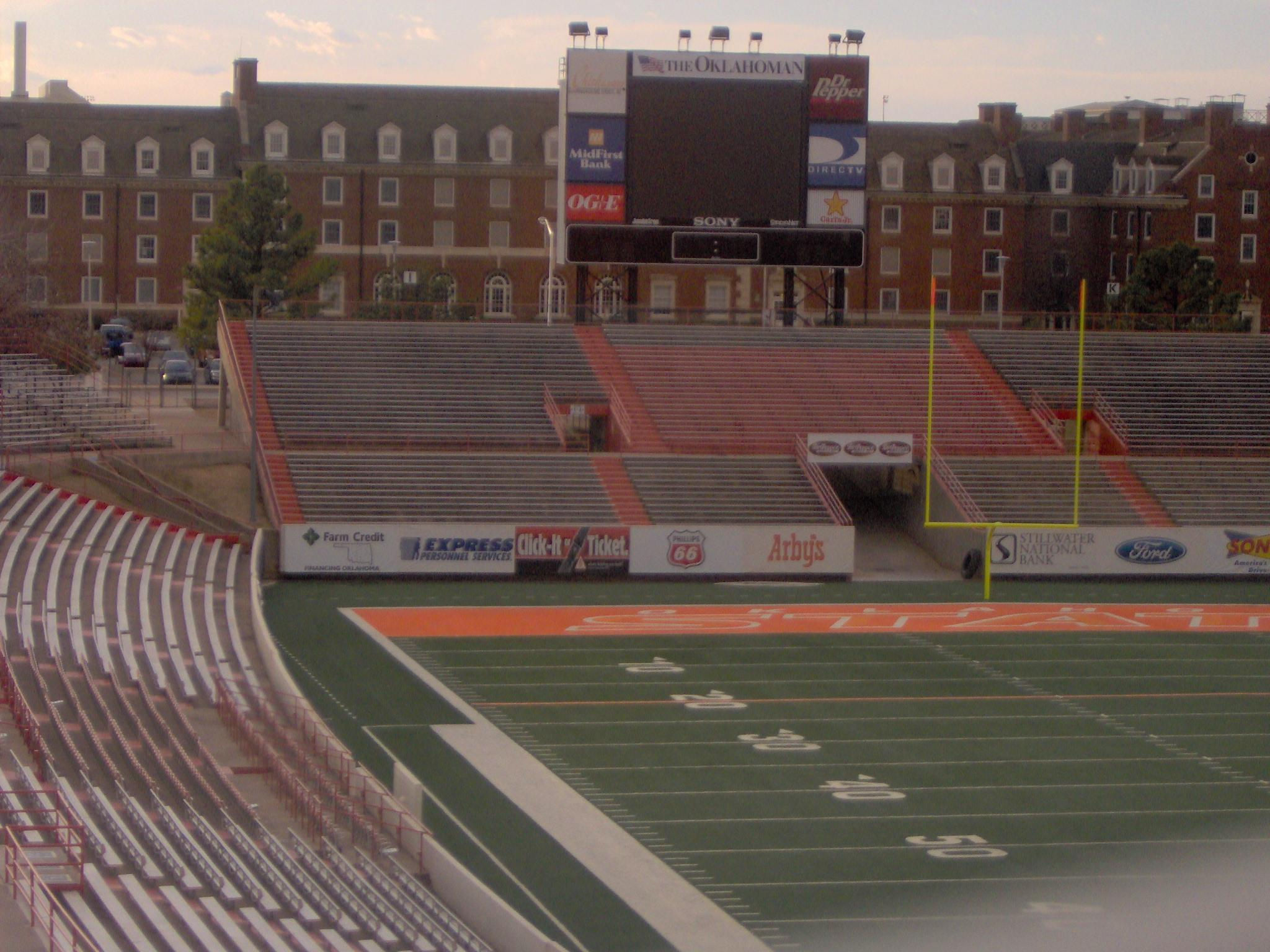
«Бун Пикенс Стэдиум», 2006 год

В 2005 году OSU объявил о своём «Генеральном плане кампуса» — кампании по улучшению академической, спортивной и административной инфраструктуры. На строительство и реконструкцию кампуса в течение двадцати лет выделено более 800 миллионов долларов. План предусматривал создание «спортивной деревни», где все спортивные сооружения университета будут расположены в главном кампусе. Для достижения этой цели спортивный факультет выкупил почти всю собственность к северу от «Бун Пикенс Стэдиум» до улицы Макэлрой между улицами Кноблок и Вашингтон, что вызвало критику городских властей и владельцев недвижимости. В то время как подавляющее большинство недвижимости сдавалось в аренду студентам, несколько владельцев жили на этой земле. Один из них подал в суд на университет по поводу экспроприации земли.
В 2006 году OSU получил дар в размере 165 миллионов долларов от выпускника Томаса Буна Пикенса на развитие спортивного факультет, а в 2008 году — ещё один дар в размере 100 миллионов долларов на обеспечение кафедр. Это был самый щедрый дар учёным, когда-либо сделанный в штате. В средствах массовой информации были подняты этические вопросы, ставящие под сомнение уместность некоторых даров Пикенса, которые были немедленно возвращены ему, а затем размещены в хедж-фондах, принадлежащих компаниям бизнесмена. В феврале 2010 года Пикенс объявил, что он выделит ещё 100 миллионов долларов на финансирование стипендиального фонда в рамках кампании по сбору средств в размере 1 миллиарда долларов под названием «Успех брендинга». В результате этого сумма обещанных или внесенных Пикенсом средств в OSU превысила 500 миллионов долларов.
24 октября 2015 года, во время ежегодного парада выпускников, Адасия Чемберс въехала на своём автомобиле в толпу людей, убив 4 человек и ранив 47. Ей были предъявлены обвинения в убийстве второй степени.

## Колледжи
Медицинский кампус аффилирован с Медицинским центром клинической подготовки и предлагает возможности для прохождения практики и обучения по стипендии. Также совместно с медицинской школой OSU в 2022 году открыл кампус в Талекуа, столице чероки-нейшн, первую в стране племенную медицинскую школу.
В 2020 году был создан Колледж образования и гуманитарных наук, который объединил Колледж гуманитарных наук и Колледж образования, здравоохранения и авиации в единый колледж. В августе 2021 года университет объявил о создании Оклахомского аэрокосмического института исследований и образования.

## Поступление
Для выпуска 2023 году (поступление осенью 2019 года) OSU получил 15 277 заявлений и удовлетворил 10 691 (70,0%), при этом поступило 4200 человек. Медианный диапазон баллов SAT для поступающих первокурсников составил 530-635 баллов за чтение и письмо, 510-630 баллов за математику и 1040-1255 баллов в сумме. Медианный диапазон баллов ACT составил 19-27 баллов по математике, 21-27 баллов по английскому языку и 21-28 баллов за тест.

## Рейтинги и репутация
OSU является одним из шести университетов США, в которых Конгресс США учредил программы Sun Grant Research Initiative в соответствии с Законом о Sun Grant Research Initiative от 2003 года для проведения исследований и разработки устойчивых и экологически чистых альтернативных источников энергии на биологической основе. Математический факультет был признан Американской математической ассоциацией как одна из четырех инновационных программ в стране и присудил четыре стипендии Слоуна. Школа гостиничного бизнеса и управления туризмом, расположенная в Школе бизнеса Спирс, на 2023 год занимала 11-е место в Соединённых Штатах и 22-е в мире.
В рейтинге лучших колледжей Америки от Forbes на 2024 год Университет штата Оклахома занимает 171-е место, в рейтинге лучших колледжей U.S. News & World Report — 196-е, в рейтинге от Washington Monthly — 189-е, в рейтинге от The Wall Street Journal — 214-е. В Академическом рейтинге университетов мира OSU находится в шестой сотне, в QS World University Rankings — в девятой, в Times Higher Education World University Rankings — между 600-м и 800-м местом, а в U.S. News & World Report Best Global University Ranking расположился на 694-м месте.